# ワタシってサバサバしてるから
『ワタシってサバサバしてるから』は、原作：とらふぐ・作画：江口心による漫画作品。2020年11月9日よりめちゃコミックほかにて「コミックなにとぞ」にて連載されている。2022年5月には小学館より単行本が刊行されている。
ハッピーゼリーポンチによる公式百合スピンオフ『ワタシはサバサバしてただけなのに』が、2021年8月5日にXに投稿された後、2023年1月9日から2月6日まで連載され2月7日に電子単行本が発売された。2025年3月31日、本作の小学生編の『ワタシってサバサバしてるから 〜最強ちび浜伝説〜』が『ちゃおプラス』にて前後編で公開された。
2023年1月よりNHK総合にてテレビドラマ『ワタシってサバサバしてるから』が放送され、2025年5月より続編『ワタシってサバサバしてるから2』が放送された。

## 制作
AMG出版とDPNブックスの産学共同事業の一環として制作されており、作画を務める江口心はアミューズメントメディア総合学院マンガイラスト学科の卒業生。
DPNブックスが「最近『自称サバサバ女』と呼ばれる女性が出没している」「自称サバサバ女をクローズアップした作品が作れないか」と原作者のとらふぐにオファーを出したことから企画が開始した。作中で自称サバサバ女と呼ばれる網浜に関しては特定のモデルはいなかったが、担当編集などとの話し合いでキャラクターが固まっていったという。

## あらすじ
光洋出版社で働くOL・網浜奈美は、そのネチネチとした性格や、周囲に迷惑を掛ける言動により、同僚からは嫌われていた。しかし派遣社員の本田麻衣はうまく場をあしらっており、網浜は本田ばかりがちやほやされるのが気にくわず対抗心を燃やしていた。そんな中、人事異動で本田が正社員として登用されるという噂を耳にした網浜は、本田と揉めている谷川誠をけしかけ、正社員登用を妨害しようとする。しかしその試みは失敗して本田は正社員になり、谷川は総務部へ、網浜は通称「追い出し部屋」と呼ばれる社史編纂室へ、それぞれ異動となる。
社史編纂室での網浜は、上司である嘱託社員の千堂光男から厳しく言われることを不快に思っていた。そんな中、新しいWEB雑誌の社内公募コンペが開かれることを知り、一発逆転を目論む。しかしアイデアが思いつかなかった網浜は、同僚の木内静江の企画書を剽窃して応募。当初責任者の真島は、先に提出した網浜の企画書を木内が盗用したと考えていたが、実際に大賞を受賞することとなったのは木内だった。網浜は真島と会長であった千堂に抗議を行うが、盗用の証拠も見つかっており、徒労に終わる。網浜は、クビを言い渡される前に自主的に退職する。
職を失った網浜は本田から退職する際にもらった名刺の派遣会社に行き、そこで偶然出会ったアパレル企業「GOGO CITY」の社長・滝川守にアピールし、同社のコールセンター職員となる。

## 登場人物

### 主人公
網浜 奈美（あみはま なみ）
OL。28歳。早慶大学卒業。やや肥満体型で容姿は決して美人とは言い難いが、小綺麗にはしている。大の酒好き。光洋出版社第一編集部から社史編纂室に異動になり、退職。その後派遣会社に登録し、GOGO CITYのコールセンター勤務。
自称サバサバ女。「私ってサバサバしてるから」が口癖だが、実態はそれを免罪符に偏った主張を繰り返したり、ネチネチと嫉妬深かったりする厚顔無恥で非常識で謎の根拠のない自信に満ちあふれた自意識過剰で自己中心的な性格。女子力の高い行動をとる人物を馬鹿にするモラハラ気質である。その性格の為、周囲の人間からかなり嫌われ、疎まれている。ワンピースやスカートを男に媚びている服と思い込み嫌っている。編集部勤めだが、実際は事務職で大して仕事も出来ない癖に編集者と自称し、かなり自惚れている。派遣社員をバカにしているが、皮肉にも再就職先では派遣社員として働くことになる。しかし、気の弱い自己主張をあまりしない一部の人間からはその姿を憧れられたりと、不思議なカリスマ性がある。

### 光洋出版社
本田 麻衣（ほんだ まい）
第一編集部。26歳。当初は派遣社員だったが、真面目で仕事熱心で有能な為、正社員に登用される。美人で心優しく、モデル活動も行っている。谷川や網浜にも毅然とした態度で言い返すなど芯が強い。真性サバサバ女と作中でよく言われているが真面目な善人である。社内コンペでは、大賞に次ぐ賞である金賞を獲得した。のちに山城と交際し、結婚する。
山城 達也（やましろ たつや）
営業部のエースでイケメンで仕事が出来る。28歳。網浜に気に入られ、一時期言い寄られていて迷惑がっていた。本田のことは「男よりも男らしい」と評価している。後に彼女と交際し、結婚する。
谷川 誠（たにがわ まこと）
第一編集部所属。パワハラ上司で男尊女卑で派遣社員を見下している為、網浜ほどではないが周囲から嫌われている。網浜に唆され本田に言い寄るが、パワハラなどにより総務部へ異動となる。
千堂 光男（せんどう みつお）
会長。社史編纂室の嘱託社員のふりをしていた。温厚篤実で会長にふさわしい人物。
木内 静江（きうち しずえ）
社史編纂室所属五年目の女性社員。ふくよかな体型。地味で大人しいが周りを馬鹿にした言動を繰り返す網浜に対しても気遣うなど優しい性格。仕事ぶりは丁寧で、社史編纂室内では評価が高い。網浜の策略により、社内コンペでは盗作を疑われるが、疑惑が晴れると最高の賞である大賞を獲得した。31歳。本田と仲が良くなる。
米沢（よねざわ）
社史編纂室所属の男性社員。陰気で気が弱く、網浜の自信満々な態度に憧れている。下戸。

### GOGO CITY
滝川 守（たきがわ まもる）
社長。一代で自社を巨大な企業に育てた敏腕経営者。
早乙女 京子（さおとめ きょうこ）
社長秘書。美人でビジネス本も出版しており、美人秘書として知られている。彼女も網浜同様自称サバサバしてると言っている傲慢な性格で当初から網浜と対立している。派手だが網浜とは違い仕事も出来、優秀な部下を褒めるなど、指導力もある。

## 書誌情報
- とらふぐ（原作）・江口心（漫画） 『ワタシってサバサバしてるから』 小学館、既刊4巻（2025年3月28日現在）
  1. 2022年5月20日発売[11]、ISBN 978-4-09-861361-8
  2. 2022年12月28日発売[12]、ISBN 978-4-09-861550-6
  3. 2024年12月25日発売[13]、ISBN 978-4-09-863187-2
  4. 2025年3月28日発売[14]、ISBN 978-4-09-863380-7

## 評価・反響
網浜は特定の人物をモデルにしたキャラクターではないが、自分の知人と似ているとレビューする読者も多い。また、現実で似たような女性に出会った際に、本田の言動を参考にして切り返そうと思う、とレビューした者もいた。
「めちゃコミック」では、2021年の売り上げ年間ランキングで総合2位を獲得した。
インターネット上ではバナー広告が多数出され、そこで興味を持つ人が多いほか、身近にいる「自称サバサバ女」の体験談を語ることがブームとなった。

## テレビドラマ
2023年1月9日から2月9日まで、NHK総合の「夜ドラ」枠で『ワタシってサバサバしてるから』が放送された。主演は丸山礼。
2025年5月5日から6月5日まで同枠にて続編『ワタシってサバサバしてるから2』が放送された。総合での放送に先行して、同年2月5日（4日深夜）から3月5日（4日深夜）までNHK BSプレミアム4Kにて放送された。
本稿では便宜上、『ワタシってサバサバしてるから』第1作をS1、
『ワタシってサバサバしてるから2』(Season2)をS2の略称で表記する。

### キャスト

#### 主要人物
網浜奈美
演 - 丸山礼
光陵出版社第一編集部編集者→人材開発室の社員。その後、GOGOCITYに派遣社員として転職する（S1）。
S2では私立の進学校「星開高校」の非常勤講師。その後、議員となった早乙女京子の秘書に就任する。
本田麻衣
演 - トリンドル玲奈（S1）
光陵出版社第一編集部の新人編集者。その後、副編集長へと昇進する。
早乙女京子
演 - 栗山千明（S1, S2）
網浜の派遣先であるアパレル通販大手「GOGOCITY」の社長秘書。コールセンターのスーパーバイザーも兼任。
S2では衆議院議員となり、網浜と婚活パーティーで再会する。
山城達也
演 - 犬飼貴丈（S1）
光陵出版社営業部のエース。
ジェームズ
演 - 栗原類（S1）
アメリカの通販大手「DCフォレスト」のCEO。
スナックのママ
演 - 山田真歩（S1）
網浜の行き付けスナック「Ça va?（サヴァ）」の店主。
お魚さん
演 - アンミカ（S1）
ストーリーテラー。
姫野真理
演 - 井桁弘恵（S2）
星開高校の教員。生徒思いの熱血教師。理事長の息子である神谷聡介と交際しており、理事長からは娘と呼ばれている。
貝原貴子
演 - 高岡早紀（S2）
星開高校の教頭。同校の東大合格率全国1位の立役者で、校長ですら逆らえないほどの実力者。校長の座を狙い、姫野を目の敵にしている。「貝原式○○」が口癖。
海道盛夫
演 - 駿河太郎（S2）
星開高校の教員。学年主任。貝原と不倫関係にありながら婚活パーティーに参加する。
橋本鉄男
演 - 杉本哲太（S2）
星開高校の校長。定年間近で、残りの教師生活を波風立てずに終えたいと思っている。
神谷秀子
演 - 中尾ミエ（S2）
星開高校の理事長。姫野に「私の娘としてふさわしい活躍を」と言う。
東堂百合子
演 - 浅野ゆう子（S2）
網浜が登録する結婚相談所「ヘルプミー」の代表。婚活のカリスマ。
諒ちゃん
演 - 加藤諒（S2）
網浜が行きつけのスナック「スナック諒ちゃん」のマスター。
サバサバさん
演 - IKKO（S2）
ストーリーテラー。

#### 光陵出版社（S1）
安藤晴香
演 - 若月佑美
第一編集部編集者。網浜と麻衣の同僚。
藤川亜紀
演 - 佐々木史帆
第一編集部編集者。網浜と麻衣の同僚。
加賀亮
演 - 若林司
営業部員。
谷川誠
演 - 市川知宏
第一編集部編集者。網浜の先輩。
西園寺聡
演 - マギー
第一編集部ファッション誌編集長。網浜の上司。
千堂光男
演 - 笹野高史
人材開発室の室長。嘱託社員。本当の正体は同社の会長。
木内静江
演 - 鞘師里保
網浜の人材開発室の同僚。のち第一編集部に異動。
米沢周一
演 - 本多力
網浜の人材開発室の同僚。S2ではITベンチャー「ヨネザワックス」の創業者となる。
真島
演 - 川島潤哉
広報部部長。WEB新雑誌企画の社内公募コンペを統括。

#### GOGOCITY（S1）
滝川守
演 - 和田正人
社長。メディアの寵児。
桜井華
演 - 小林涼子
マンパワークラブ登録の派遣社員。GOGOCITYのコールセンターへ網浜とともに配属される。
安西絵梨花
演 - 浦彩恵子
GOGOCITYの社員。コールセンター担当。早乙女の取り巻き。
藤山瀬里
演 - 三村朱里
GOGOCITYの社員。コールセンター担当。早乙女の取り巻き。

#### 星開高校（S2）
伊集院ルカ
演 - 林芽亜里
生徒。モデルになることを夢見ているが、親に夢を打ち明けられず、医者を目指して勉強している。後にモデル事務所に所属する。
戸田瑛斗
演 - 寺田心
生徒。
藤森カオリ
演 - 瀬戸さおり
教師。
安野アカリ
演 - 小島藤子
教師。

#### ヘルプミー（S2）
葉月里奈
演 - 小沢真珠
婚活パーティー参加会員。かまととぶっている。
神谷聡介
演 - 片岡信和
婚活パーティー参加会員。神谷グループの御曹司。神谷秀子の息子で、姫野と交際している。後に星開高校の理事に就任する。

#### その他
広瀬進（S1）
演 - 小柳友
人材派遣会社マンパワークラブの社員。GOGOCITYの担当。派遣社員時代の麻衣も受け持った。
テレビアナウンサー（S1）
演 - 宍戸真詩美
網浜が自宅で見ていた夜のニュース番組で滝川をインタビュー取材。
タクシー運転手（S1）
演 - 坂田聡
網浜が早乙女を尾行するため拾ったタクシーを運転。
警察官 (S1, S2)
演 - 小野了
（S1）タクシーで早乙女を尾行していた網浜、公園で絶叫する網浜を怪しみ職務質問する。
（S2）コンビニエンスストアの前で騒ぎを起こしていた網浜らをパトカーで星開高校に送り届ける。出演シーンで、六本木（テレビ朝日のテレビドラマ「相棒」）では参事官だが、渋谷（NHKの「ワタシってサバサバしてるから」）では警察官だと言うシーンがある。
橋本　(S1)
演 - 六角慎司
網浜とジェームズをスキャンダラスに報じた「週刊ジャッジ」の記者。サバサバホテル赤坂の玄関で網浜を直撃する。

#### ゲスト（S1）

##### 第2回
鈴木雄太
演 - 岩井拳士朗
光陵出版社の営業部員。好奇心から網浜を飲みに誘い、流れで性交渉した件を網浜に言いふらされる。

##### 第3回
馬場
演 - 髙嶋政宏
セレクトショップ「BIBALESS」のオーナー。

##### 第15回
吉田沙保里
演 - 本人
滝川の恋人。高級レストランでのデートに興じる。

### スタッフ
- 原作 - とらふぐ（原作）、江口心（作画）『ワタシってサバサバしてるから』[36][21]
- 脚本 - 福田晶平[36][19]
- 音楽 - 信澤宣明[36][19]
- 演出
  - S1 - 伊藤征章（FCC）[36]
  - S2 - 伊藤征章（FCC）、保木本真也、雨宮由依（FCC）[19]
- 制作統括
  - S1 - 中山ケイ子（FCC）、訓覇圭（NHK）[36]
  - S2 - 中山ケイ子（FCC）、遠藤理史（NHK）[19]
- プロデューサー
  - S1 - 大瀬花恵（FCC）[36]
  - S2 - 訓覇圭（NHKエンタープライズ）、大瀬花恵（FCC）、長部聡介（FCC）[19]
- 制作・著作 - NHK、FCC

### 放送日程
| 週    | 放送日        | 回 | サブタイトル                           |
| ----- | ------------- | -- | -------------------------------------- |
| 第1週 | 2023年1月09日 | 1  | ワタサバに強敵、シン（真）サバ現る     |
| 第1週 | 1月10日       | 2  | ワタサバに強敵、シン（真）サバ現る     |
| 第1週 | 1月11日       | 3  | ワタサバに強敵、シン（真）サバ現る     |
| 第1週 | 1月12日       | 4  | ワタサバに強敵、シン（真）サバ現る     |
| 第2週 | 1月16日       | 5  | ワタサバ、深海魚の主と対決             |
| 第2週 | 1月17日       | 6  | ワタサバ、深海魚の主と対決             |
| 第2週 | 1月18日       | 7  | ワタサバ、深海魚の主と対決             |
| 第2週 | 1月19日       | 8  | ワタサバ、深海魚の主と対決             |
| 第3週 | 1月23日       | 9  | ワタサバの大敵、もう一人のワタサバ登場 |
| 第3週 | 1月24日       | 10 | ワタサバの大敵、もう一人のワタサバ登場 |
| 第3週 | 1月25日       | 11 | ワタサバの大敵、もう一人のワタサバ登場 |
| 第3週 | 1月26日       | 12 | ワタサバの大敵、もう一人のワタサバ登場 |
| 第4週 | 1月30日       | 13 | ワタサバ、もう一人のワタサバと対決     |
| 第4週 | 1月31日       | 14 | ワタサバ、もう一人のワタサバと対決     |
| 第4週 | 2月01日       | 15 | ワタサバ、もう一人のワタサバと対決     |
| 第4週 | 2月02日       | 16 | ワタサバ、もう一人のワタサバと対決     |
| 第5週 | 2月06日       | 17 | これがワタサバ女の生き様だ             |
| 第5週 | 2月07日       | 18 | これがワタサバ女の生き様だ             |
| 第5週 | 2月08日       | 19 | これがワタサバ女の生き様だ             |
| 第5週 | 2月09日       | 20 | これがワタサバ女の生き様だ             |

- 第2回はドラマ10『大奥』の初回15分拡大放送（22時 - 23時）[42]に伴い15分繰り下げられ、23時 - 23時15分に放送された[25]。

| 週    | 放送日        | 回 | 演出 |
| ----- | ------------- | -- | ---- |
| 第1週 | 2025年5月05日 | 1  |      |
| 第1週 | 5月06日       | 2  |      |
| 第1週 | 5月07日       | 3  |      |
| 第1週 | 5月08日       | 4  |      |
| 第2週 | 5月12日       | 5  |      |
| 第2週 | 5月13日       | 6  |      |
| 第2週 | 5月14日       | 7  |      |
| 第2週 | 5月15日       | 8  |      |
| 第3週 | 5月19日       | 9  |      |
| 第3週 | 5月20日       | 10 |      |
| 第3週 | 5月21日       | 11 |      |
| 第3週 | 5月22日       | 12 |      |
| 第4週 | 5月26日       | 13 |      |
| 第4週 | 5月27日       | 14 |      |
| 第4週 | 5月28日       | 15 |      |
| 第4週 | 5月29日       | 16 |      |
| 第5週 | 6月02日       | 17 |      |
| 第5週 | 6月03日       | 18 |      |
| 第5週 | 6月04日       | 19 |      |
| 第5週 | 6月05日       | 20 |      |

| NHK総合 夜ドラ                                       | NHK総合 夜ドラ                                          | NHK総合 夜ドラ                                                                |
| 前番組                                               | 番組名                                                  | 次番組                                                                        |
| ---------------------------------------------------- | ------------------------------------------------------- | ----------------------------------------------------------------------------- |
| 作りたい女と食べたい女 （2022年11月29日 - 12月14日） | ワタシってサバサバしてるから （2023年1月9日 - 2月9日）  | 超人間要塞 ヒロシ戦記 （2023年2月13日 - 3月16日）                             |
| バニラな毎日 （2025年1月20日 - 3月13日）             | ワタシってサバサバしてるから2 （2025年5月5日 - 6月5日） | 藤子・F・不二雄 SF短編ドラマ （シーズン3） （2025年6月9日 - 6月12日〈予定〉） |